# 6482 Steiermark
6482 Steiermark eller 1989 AF7 är en asteroid i huvudbältet som upptäcktes den 10 januari 1989 av den tyske astronomen Freimut Börngen vid Tautenburg-observatoriet. Den är uppkallad efter den österrikiska delstaten Steiermark.
6482 Steiermark räknas till Themis-familjen, en familj som lånat sitt namn från prototypen 24 Themis.